# Murzebraspindel
Murzebraspindel, tidigare Sebraspindel eller zebraspindel, (Salticus scenicus) är en spindel i familjen hoppspindlar. Den kallas även harlekinspindel.

## Utseende

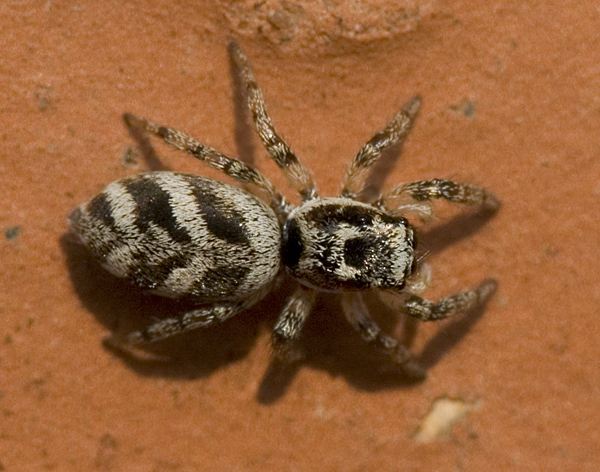

Murzebraspindeln blir 4–7 millimeter lång. Den har karaktäristiska vita och mörkbruna eller svarta ränder. Denna likhet med zebror har inspirerat till namnet. Hannen och honan är ganska lika varandra, men hannen har kraftigare överkäkar och giftkrokar.

## Levnadssätt
Liksom övriga hoppspindlar är Murzebraspindeln aktiv i solsken. När det blir dåligt väder gömmer den sig i en spricka eller ett hål där den har spunnit sig ett skydd av spindeltråd. 
Före parningen utför hannen en parningsdans där han sträcker ut frambenen på sidan medan han rör sig i sicksack fram och tillbaka framför honan. Om honan är parningsvillig följs parningsdansen av själva parningen. I ett rede av klibbiga trådar läggs 25-30 ägg. Arten övervintrar under lite lös bark eller liknande, där den också spinner ett skydd.

## Jaktteknik
Med hjälp av sin mycket skarpa syn avsöker den omgivningen (till exempel en solbelyst mur eller ett plank) för att finna flugor och liknande bytesdjur. När den har lokaliserat ett möjligt byte smyger den sig fram till det för att till sist göra ett kraftfullt hopp så att den landar ovanpå bytet. Den håller fast bytet med de starka frambenen samtidigt som bytet dödas med de kraftiga giftkrokarna.

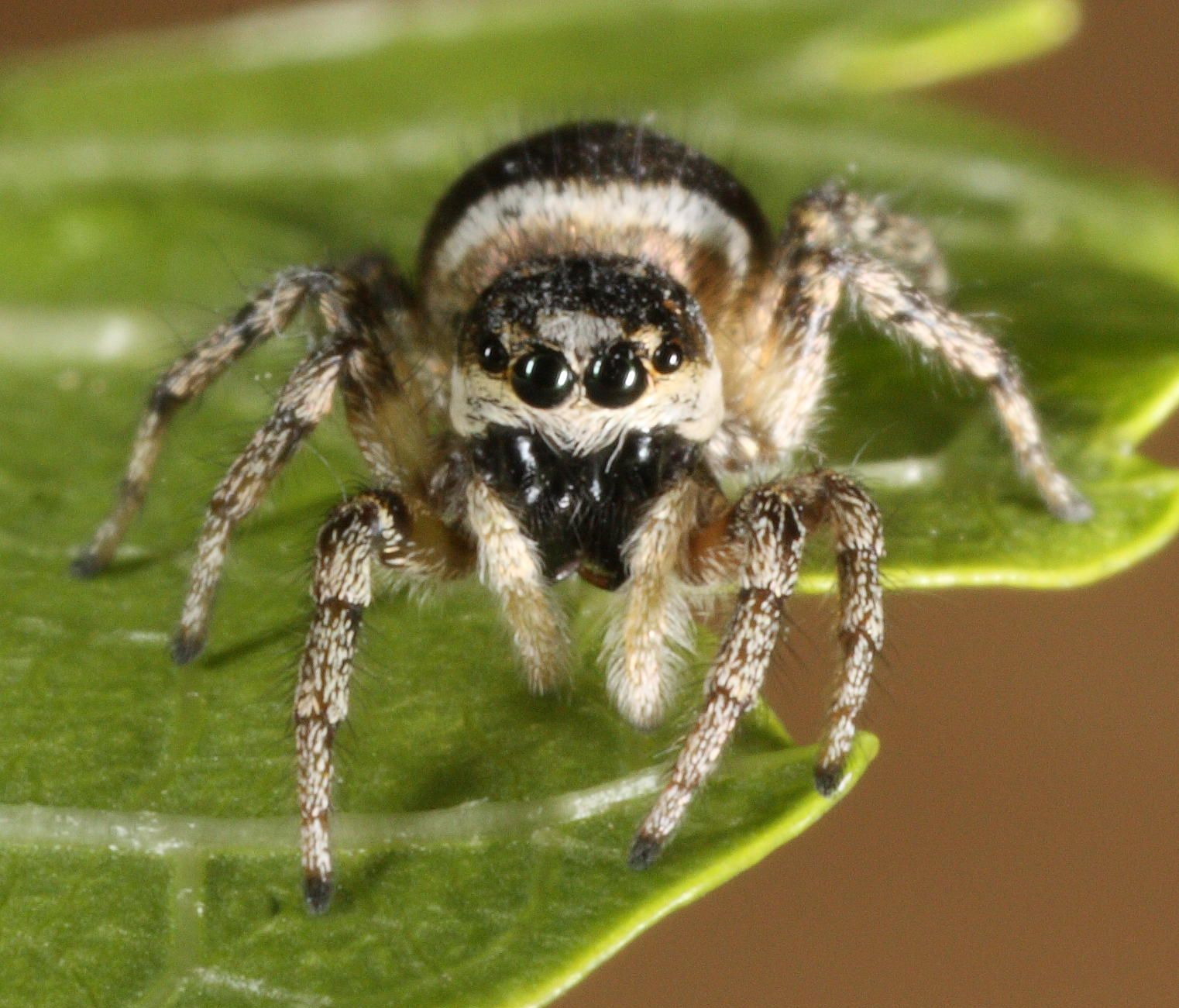